# 張劍寒
張劍寒（1928年8月14日—2014年7月3日），江蘇省沛縣人，中華民國（臺灣）法學家、中國國民黨籍政治人物，國立台灣大學政治系名譽教授，專攻行政法與憲法領域，最有名的是關於「戒嚴法」的研究獨樹一幟，有「戒嚴大師」之尊稱，是臺灣學界極其少數研究戒嚴法的學者，晚年不幸罹患失智症。

## 生平
張劍寒早年隨中國國民黨撤退來台，離開軍隊後繼續苦讀，取得國立臺灣大學政治研究所碩士，曾任行政院政務委員及國立臺灣大學法學院長。晚年患有失智症，多次離家走失，2014年7月1日外出散步後再度失蹤，7月3日被發現陳屍於台北市華江雁鴨公園行水區，研判是不慎失足落水溺斃。

## 外部連結
- 前台大法學院長奇蹟獲救-消防心論壇
- YouTube上的四獸山擋在搜救者和迷途者間的黑暗力量